# キューピッドによって結ばれるマルスとヴィーナス

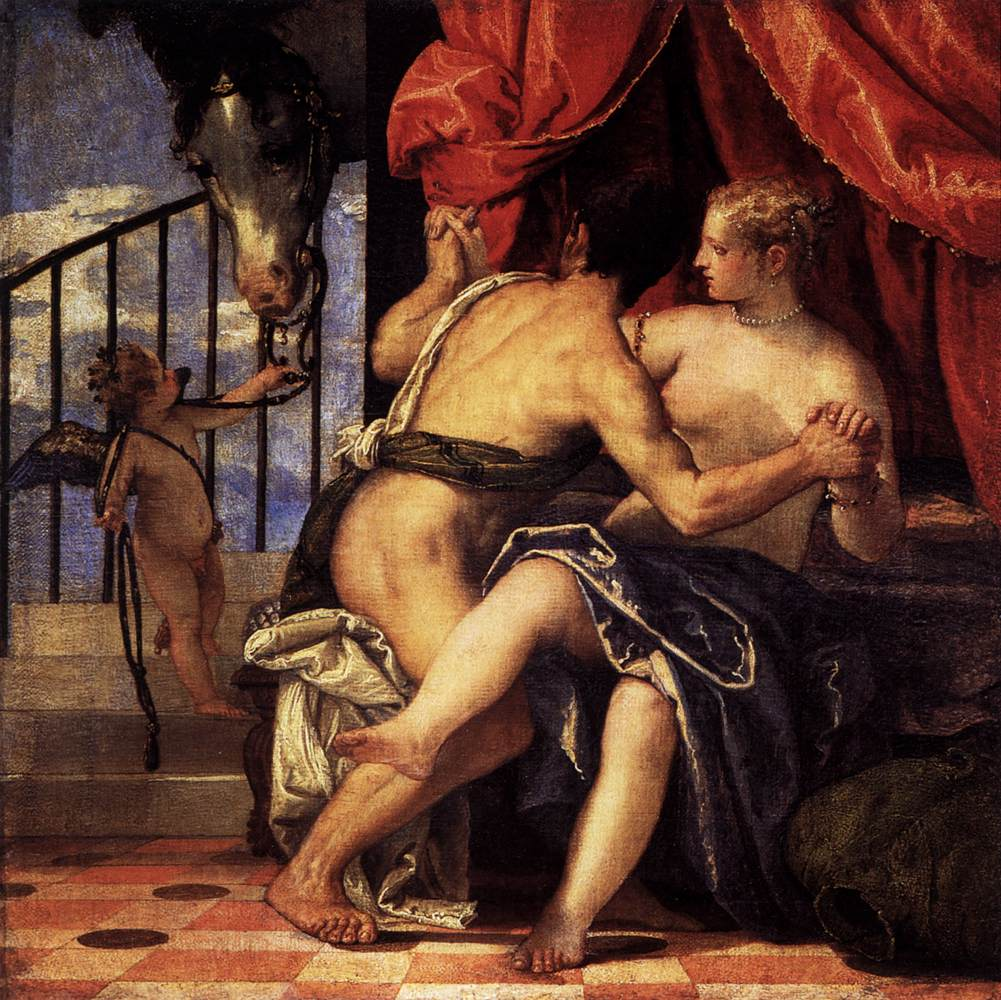
本作品と同様の寓意画と考えられている『ヴィーナスとマルス、キューピッド』。1570年ごろ。サバウダ美術館所蔵。

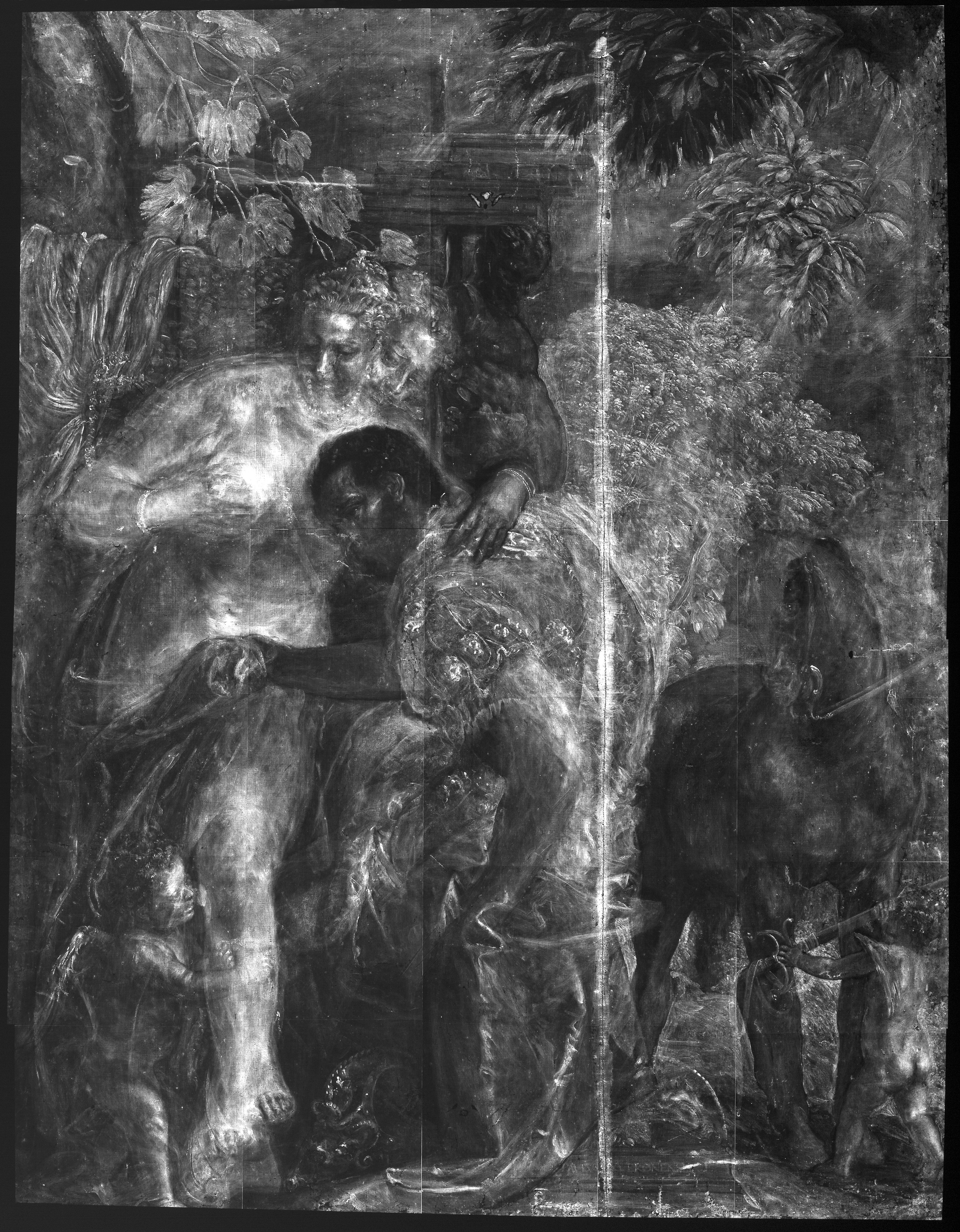
X線撮影。

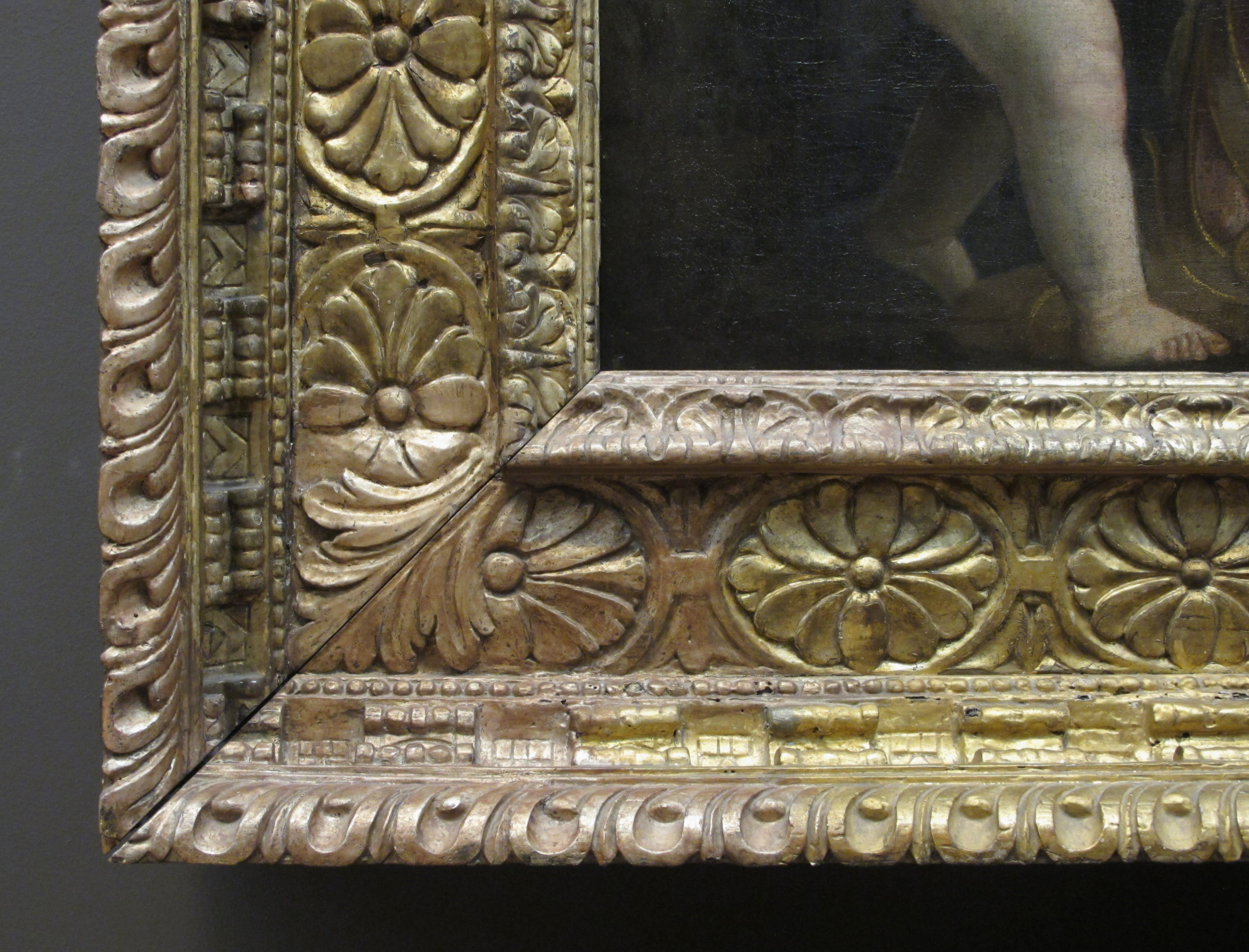
現在の展示と額縁。

『キューピッドによって結ばれるマルスとヴィーナス』（キューピッドによってむすばれるマルスとヴィーナス、伊: Marte e Venere uniti dall'amore, 英: Mars and Venus United by Love）は、イタリアルネサンス期の画家パオロ・ヴェロネーゼが1570年ごろに制作した絵画である。油彩。主題はギリシア神話の女神アプロディテとアレス（ローマ神話のヴィーナスとマルス）の結婚を描いた神話画、ないし戦争に対する愛の勝利を描いた寓意画である。ヴェロネーゼを代表するヴィーナスの絵画であり、1570年代に制作した絵画の中で最大の作品の1つである。神聖ローマ皇帝ルドルフ2世、スウェーデン女王クリスティーナ、オルレアン・コレクションを経て、現在はニューヨークのメトロポリタン美術館に所蔵されている。

## 制作背景
ヴェロネーゼが本作品を制作した経緯は不明である。1621年までにルドルフ2世が所有したことが知られており、おそらくルドルフ2世か、あるいはその父マクシミリアン2世によって委託されたと考えられている。かつては『知恵と強さの寓意』（Wisdom and Strength）および『美徳と悪徳の間の選択』（The Choice Between Virtue and Vice）とともに、ルドルフ2世のために制作された3点の神話画連作の1つと考えられていたが、現在では否定的である。

## 作品
ヴェロネーゼは庭園内で抱き合うヴィーナスとマルスを描いている。軍馬から降りたマルスは兜を脱ぎ、黄金の鎧と青のマントを身にまとったまま、ヴィーナスのそばの大理石の台座に座っている。ヴィーナスは白いシュミーズを脱いで背後の壁にかけ、豊かな裸体を露わにしているが、マルスは自らのマントでヴィーナスの下半身を覆っている。ヴィーナスの左手はマルスの肩を抱き、右手は自らの胸を掴んでおり、胸からは母乳が流れている。背景にはサテュロスの人像柱に支えられたエンタブラチュアの壁があり、画面右奥ではマルスの軍馬がつながれている。画面下に描かれた2人のプットーのうち、画面左下のプットーは恋人であるヴィーナスとマルスの脚をリボンで結びつけている。これに対して画面右下のプットーはマルスの剣で軍馬を制止している。画家の署名は大理石の台座にある。
画家はマルスとヴィーナスの結婚に寓意的な意味を与えている。リボンで結ばれた2人の足は、ヴィーナスの情熱がマルスの武装を解いて家庭と馴染ませることを表している。ヴィーナスの胸から流れる母乳は多産や養育の効果を表し、また娘ハルモニア（調和）の誕生を暗示している。対して馬は動物的な情欲の象徴であり、プットーがマルスの剣で軍馬を制止することは情欲の抑制を表している。これらの図像によってヴェロネーゼは愛と戦争の結合と調和、愛の文明化の寓意としてマルスとヴィーナスを描き、結婚と多産を称賛している。
近年のX線撮影による科学的調査は、ヴェロネーゼが制作の途中で多くの変更を加えたことを明らかにした。もともとヴィーナスの顔は右側を向いてマルスを見下ろしていたが、左側に向きが変更されている。ヴィーナスの肩や首、右腕の位置が細かく調整され、左脚がより適切な位置に移動されている。マルスの右腕もより後ろの位置に再配置されている。画面左下のプットーはすでに描かれていたドレーパリーの上に新たに描かれている。

## 額縁
現在の額縁はおそらく1530年から1540年ごろにヴェネツィアで製作されたもので、ポプラ材に彫刻で装飾されている。額縁のモールディングは、フリーズの四隅に配置したアカンサスの葉の装飾の内側に、楕円形の花のメダリオンのレリーフ装飾が施されている。額縁の深い外形はおそらく建築用の天井モールディングとして生まれたことによる。側面には未完成の部分がある。

## 来歴
本作品はルドルフ2世のコレクションに含まれていた、ヴェロネーゼの他の3点の神話画『知恵と強さの寓意』および『美徳と悪徳の間の選択』、『ヘルメスとヘルセ、アグラウロス』（Hermes, Herse and Aglauros）とともに、プラハの宮殿で飾られていた。絵画はルドルフ2世の死後の1621年のインベントリに記載されたが、1648年のプラハの戦いで略奪されスウェーデンに渡った。その後は女王クリスティーナ、ローマのオデスカルキ家、オルレアン・コレクションなどに所属し、1798年に第3代ブリッジウォーター公爵フランシス・エジャートン、第2代ゴア伯爵ジョージ・グランヴィル・レヴェソン＝ゴア、第5代カーライル伯爵フレデリック・ハワード からなるコンソーシアムに売却された。
翌年、絵画はノーフォーク、ブートンの貴族ヘイスティングス・エルウィンが購入し、1806年にフィリップスで売却した。絵画は初代ウィンボーン男爵アイヴァー・ゲストによって購入される1866年までロンドンにあり、1903年5月23日にクリスティーズで6,300ポンドで売りに出され、1909年にアッシャー・ヴェルトハイマー（Asher Wertheimer）が購入した。ヴェルトハイマーは翌年、T. J. ブレイクスリー（T. J. Blakeslee）を通じてメトロポリタン美術館に売却した。

## ギャラリー

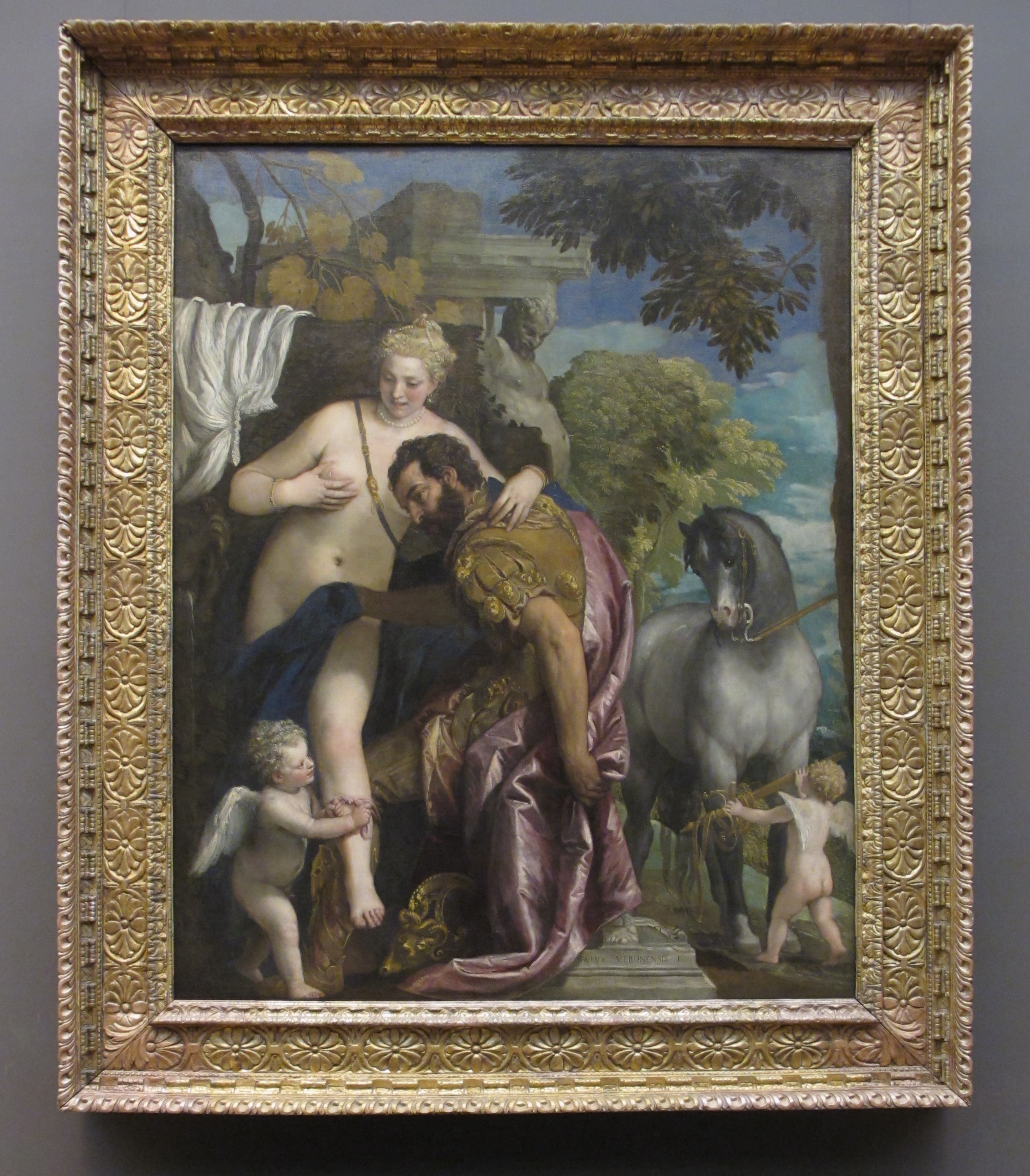
現在の展示と額縁
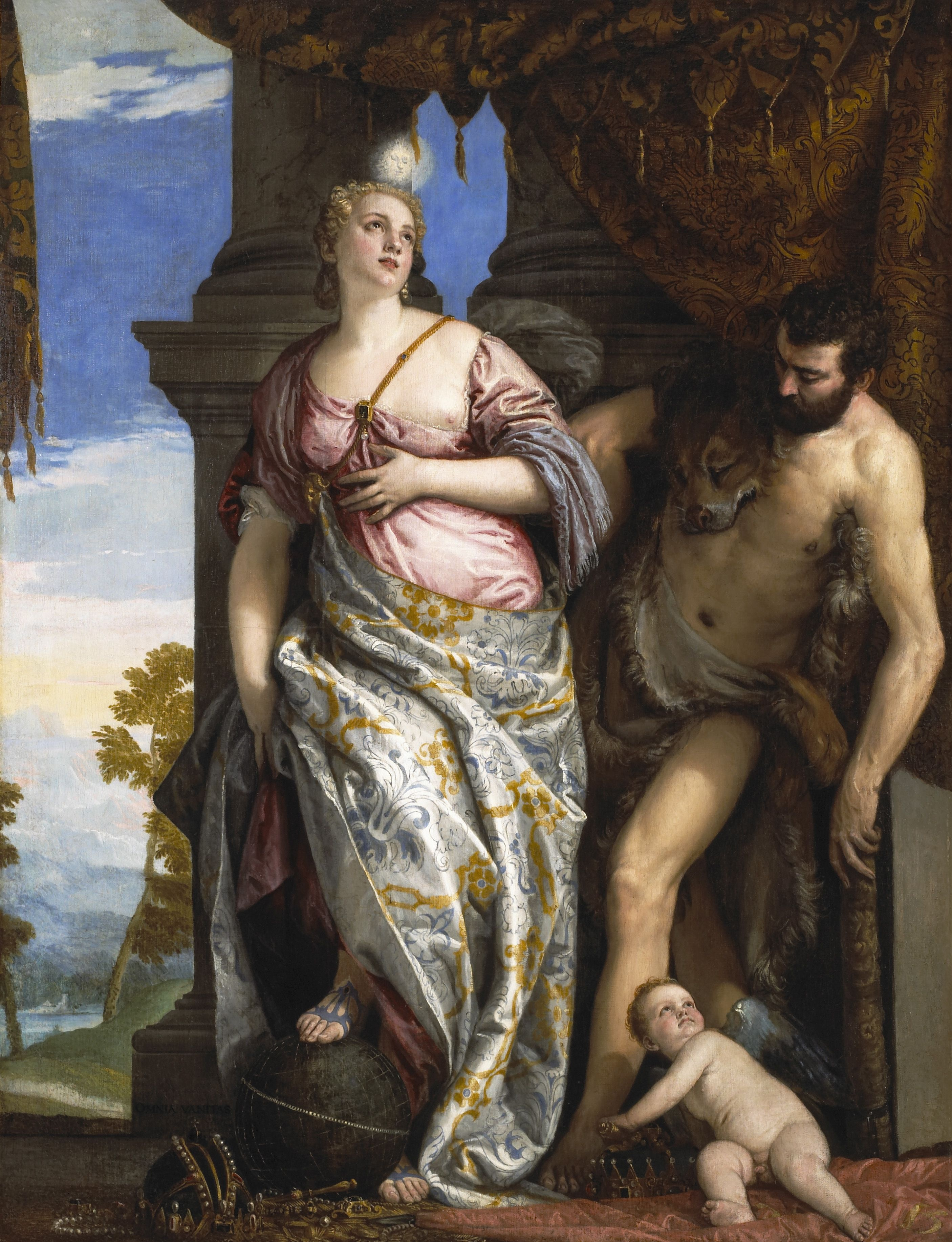
『知恵と強さの寓意』1565年頃 フリック・コレクション所蔵
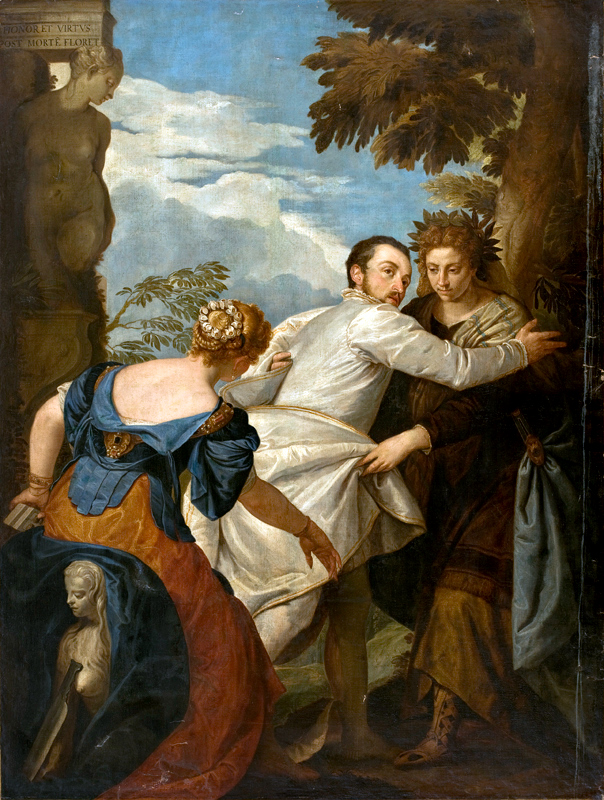
『美徳と悪徳の間の選択』1565年頃 フリック・コレクション所蔵
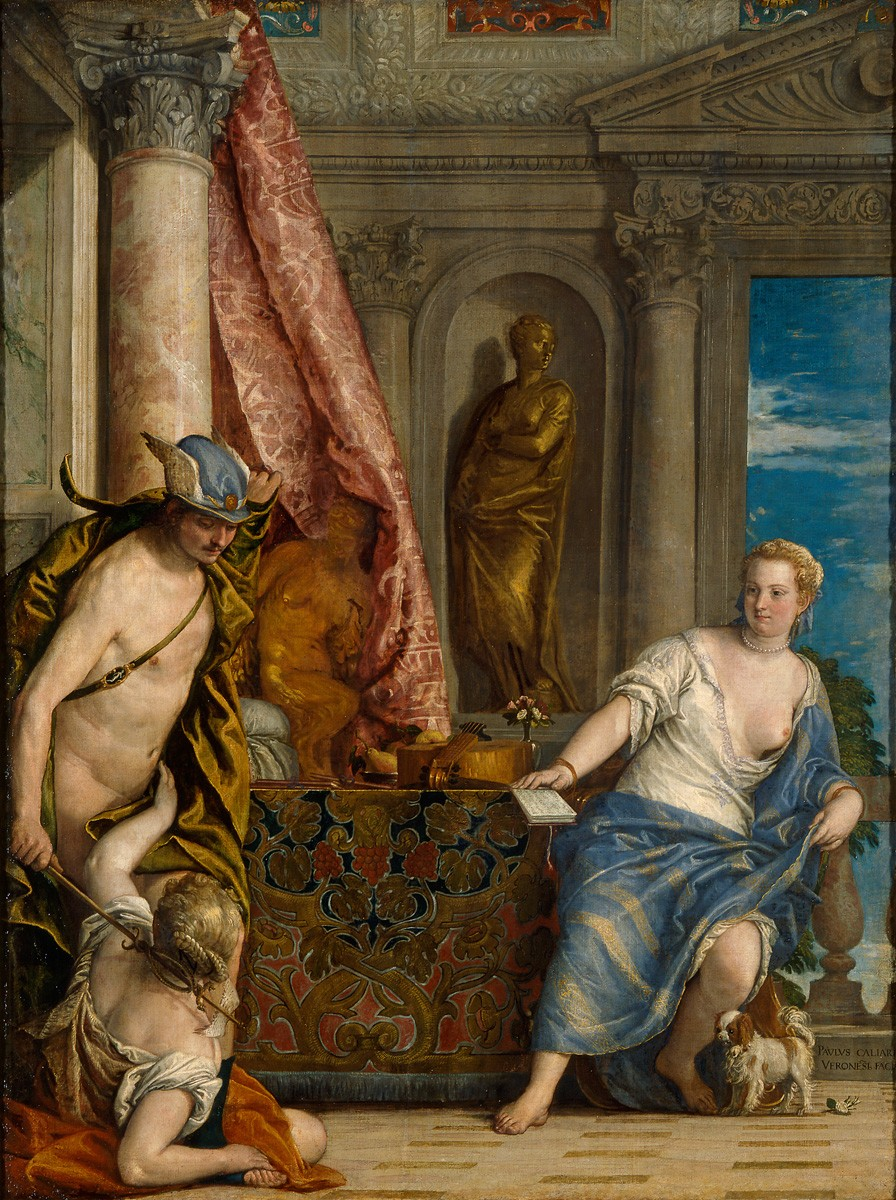
『ヘルメスとヘルセ、アグラウロス』1576年-1584年 フィッツウィリアム美術館所蔵